# Lưu Đức Trung
Lưu Đức Trung (1905 – ?) tên thật là Lưu Bá Đạt,:68 còn gọi là Cao Minh Đức( Ko-ming-Tek), Cao Thái Sơn,Lưu Minh Đức, là chính khách Quốc gia Việt Nam từng là người phát ngôn của Cựu hoàng Bảo Đại vào thập niên 1940.

## Tiểu sử
Lưu Đức Trung sinh năm 1905 ở Đà Nẵng, Trung Kỳ, Liên bang Đông Dương, tên thật là Lưu Bá Đạt.:68 Dưới thời Pháp thuộc, ông lấy cái tên đậm chất Tây là Louis Cao.
Năm 1941, ông gia nhập Việt Nam Quốc dân Đảng, trốn sang Trung Quốc năm 1946, và đổi tên thành Cao Minh Đức ở Hồng Kông. Khi Cựu hoàng Bảo Đại tổ chức cuộc họp tất cả các đảng phái Việt Nam tại Hồng Kông vào năm 1947, ông giữ vai trò là người phát ngôn của Bảo Đại và chính thức đổi tên thành Lưu Đức Trung. Tháng 5 năm 1949, Ông đứng ra thành lập Việt Nam Quốc dân Cách mệnh Liên minh gọi tắt là Dân Minh, được bầu làm chủ tịch của tổ chức này, và hay ký tên Lưu Minh Đức vào các văn kiện của Dân Minh.
Ông từng trở lại Việt Nam vào năm 1950. Năm 1981, ông trốn khỏi Việt Nam tới Hồng Kông qua Thái Lan rồi bay sang Pháp sinh sống tại đây cho tới cuối đời.

## Đời tư
Lưu Đức Trung lấy vợ là người Trung Quốc họ Cổ.